# IPad Mini 2
iPad Mini (stylizováno jako iPad mini) je celkově druhá generace menšího tabletu iPadu Mini od americké firmy Apple o velikosti 8 palců. Byl představen na konferenci Applu 22. října 2013. Hlavní rozdíl je přidání Retina displeje.

## Design
Design je naprosto stejný, jako u 1. generace. Rozdílné jsou odstíny barev, které ale taktéž dostala 1. generace. Místo černé je vesmírná šedá.

## Hardware
Tablet využívá 64bitový procesor Apple A7, jako u iPhone 5S. Fotit se dá pomocí 5 MP a přední na videohovory 1,2 MP. Opět jsou 2 verze : Wi-Fi a Wi‑Fi + Cellular(data). Využívá displej, o velikosti 7,9 palců a Retina displej o rozlišení 2048 × 1536 pixelů při 326 bodech na palec (ppi). Technologie displeje je IPS s podsvícením LED. Pro komunikaci je zde Wi-Fi (802.11 a/b/g/n), Bluetooth 4.0, konektor Lighting a u verze Cellular datové technologie. Jako snímač používá tří-osý gyroskop, akcelerometr a snímač okolního osvětlení.

## Baterie a výdrž
Životnost na 1 nabití je stejná jako u 1. generace. Výrobce slibuje až 10 hodin na internetu pomocí Wi-Fi.